# Flughafen Pori

i8
i11
i13
Der Flughafen Pori (IATA-Code: POR, ICAO-Code: EFPO) ist ein finnischer Flughafen und befindet sich im Gemeindegebiet der Stadt Pori. Der Flughafen ist ein bedeutender Schul- und Amateurflugplatz in der finnischen Landschaft Satakunta.
Ferner befindet sich in Pori der Sitz der Finnischen Flugakademie. 
Regelmäßige Flugverbindungen bietet FlexFlight zwischen Helsinki und Pori an. Diese werden vom Budapest Aircraft Service (BASe Kft) durchgeführt.
Vor allem während des Pori Jazz Festivals werden viele Charterflüge zu dem Flughafen angeboten.